# 佐藤昇 (俳優)
佐藤 昇（さとう のぼる、1950年7月22日 - ）は、日本の俳優、声優。ドラマなかま地球座・グローブ文芸朗読会主宰。

## 略歴
1950年（昭和25年）、山形県最上郡真室川町生まれ。千葉県立市川工業高等学校卒業。劇団近代座、劇団シェイクスピア・シアター、劇工房ライミングを経て、1988年（昭和63年）「尺には尺を」（グレン・ウォルフォード・演出）でシェイクスピア劇全37作品への出演を達成した。
1997年（平成9年）、一人芝居「傘男」（藤本義一作）を上演し、アクターズ・フェスティバルNAGOYA'97金のシャチ賞コンクールに参加。
2000年（平成12年）のクリスマスよりチャールズ・ディケンズの公開朗読台本の朗読を開始。2005年（平成17年）3月、ディケンズフェロウシップのフィラデルフィア支部、ニューヨーク支部にて「ドクター・マリーゴールド」を朗読。
2008年（平成20年）7月、早稲田大学英文学部にて、ディケンズ公開朗読台本「デイヴィッド・コパフィールド」（梅宮創造・訳）を朗読。2012年8月11日「大いなる遺産」の朗読でディケンズ朗読台本全21作品を完読した。
2002年より開始した狛江市立古民家園の「むいから民家園で聞く朗読会」は2015年に38回で終了した。
現在、自ら主宰するグローブ文芸朗読会で定期的に朗読活動を継続中。
2018年10月8日「チャージマン研！ライブシネマコンサートVol.2」にて、44年ぶりに「チャージマン研！」のジュラル魔王を演じオーケストラと共演し、喝采を浴びた。

## 出演

### 映画
- タンポポ（1985年） - 赤鼻の乞食 役
- マルサの女2（1988年） - ハカセ 役
- おとうふ（2008年） - 生島耕三 役
- ネズラ1964（2020年） - ムラオカ 役
- 怪猫狂騒曲（2022年） - 磯早豊前 役[4]
- HOSHI 35/ホシクズ（2023年）[5]

### テレビドラマ
- Gメン'75　
  - 第92話「女の留置場」（1977年）
  - 第203話「また逢う日まで 速水涼子刑事」（1979年）
- うちの子にかぎって… 第2話（1985年） - カメラマン 役
- 子供が見てるでしょ!（1985年）
- パパはニュースキャスター 最終回（1988年） - タクシー運転手 役

### テレビアニメ
1974年
- チャージマン研!（ジュラルの魔王、ボルガ博士、ピアノの先生、星君 他）
- ダメおやじ（覆面の男、乞食）

### 吹き替え
- 荒野の用心棒 ※TBS旧録版

### 舞台
- 尺には尺を（1988年）
- 第1回 天狼実験劇場「鬼火ヶ淵」（1998年） - 小悪党蝮指の六 役
- 天狼爆笑サイバーミュージカル「隣の宇宙人」（1999年） - 権田原昭一 役
- 哀愁橋（2003年） - 憲兵 役
- イリノイのリンカン（2009年） - スティーブン・A・ダグラス 役
- くたばれシェークスピア

### 朗読会
- ヴィオロン朗読会
- グローブ文芸朗読会
- 「玉響の会」朗読会